# Szorbitán-trisztearát
A szorbitán-trisztearát (más néven E492) a sztearinsav és a szorbit keverékeként keletkező vegyületek gyűjtőneve. A sztearinsav növényekben, és állatokban egyaránt megtalálható, de élelmiszeripari célokra leginkább növényi eredetű sztearinsavat használnak, bár az állati eredet sem zárható ki. Az állati eredetről kizárólag a gyártó adhat felvilágosítást.

## Élelmiszeripari felhasználása
Élelmiszerek esetén emulgeálószerként, és stabilizálószerként, E492 néven alkalmazzák. Előfordulhat pékárukban, valamint egyes kozmetikumokban. A McDonald’s-ban forgalmazott élelmiszerekben is megtalálható.

## Egészségügyi hatások
Napi maximum beviteli mennyisége 25 mg/testsúlykg. Nincs ismert mellékhatása. 